# Wolfgang Triebel (Architekt)
Wolfgang Triebel (* 30. September 1900 in Zetzsch; † 15. März 2002 in Hannover) war ein deutscher Architekt und Hochschullehrer, Direktor des Instituts für Bauforschung e. V. in Hannover und Honorarprofessor für Bauforschung an der Technischen Universität Hannover.

## Leben
Nach dem Kriegsabitur am humanistischen Gymnasium Stendal im Jahre 1918 und seinem Heeresdienst arbeitete Wolfgang Triebel als Schlosser, Schmied, Maurer und Zimmermann in Deutschland und den Niederlanden. Er studierte  an der Technischen Hochschule Hannover, wo er sich dem Corps Slesvico-Holsatia anschloss. 1922 schloss er das Studium mit der Diplom-Hauptprüfung ab. 1923 wurde er Regierungsbauführer und arbeitete von 1925 bis 1927 in Stade und Göttingen als Zweigstellenleiter der Niedersächsischen Heimstätte. 1927 wurde er Regierungsbaumeister. Im gleichen Jahr erfolgte seine Promotion zum Dr.-Ing. an der Technischen Hochschule Hannover mit einer Dissertation zum Thema Das Alte Land, Untersuchungen zur Reinerhaltung des Ortsbildes und zur Wahrung der Handwerkskultur. Von 1927 bis 1931 war er Abteilungsleiter bei der Reichsforschungsgesellschaft für Wirtschaftlichkeit im Bau- und Wohnungswesen in Berlin. Mit seiner Berufung zum Stadtbaurat in Stendal wurde er jüngster Stadtbaurat Deutschlands. 1938 wurde er Regierungsrat, später Oberregierungsrat im Reichsarbeitsministerium. Gleichzeitig errichtete er 1938 in Magdeburg im Auftrag der Deutschen Akademie für Bauforschung, deren Mitglied er 1934 geworden war, eine Forschungsstätte für das Bauwesen. Nach dem Zweiten Weltkrieg, in dem er als Offizier im Heeresdienst tätig war, setzte er ab 1946 die Tätigkeit dieser Forschungsstätte in dem von ihm in Hannover gegründeten Institut für Bauforschung e. V. fort, dessen Direktor er bis 1973 blieb.
1954 erhielt er einen Lehrauftrag an der Technischen Hochschule Hannover zum Thema Neue Erkenntnisse der Bauforschung. 1960 wurde er zum Honorarprofessor berufen. Mit seinen richtungsweisenden Projekten in den 1950er Jahren wie dem Bau der Siedlung in Hemmingen-Westerfeld bei Hannover für finanziell schwache Familien oder des Hansaviertels in Berlin-Tiergarten wurde er zu einem Wegbereiter des Sozialen Wohnungsbaus in Deutschland.
Triebel war Mitglied der Humboldt-Gesellschaft, der Braunschweigischen Wissenschaftlichen Gesellschaft für das Gebiet Bauwesen und Städtebau sowie von 1971 bis 1973 Vorstandsmitglied des Internationalen Rats für Forschung und Dokumentation im Bauwesen.

## Auszeichnungen
- 1954 Verleihung des Verdienstkreuzes 1. Klasse des Verdienstordens der Bundesruplik Deutschland
- 1965 Verleihung des Großen Verdienstkreuzes des Niedersächsischen Verdienstordens
- 1966 Verleihung des Heinrich-Plett-Preises für Verdienste um den Städte- und Wohnungsbau
- 1970 Verleihung des Großen Verdienstkreuzes des Verdienstordens der Bundesruplik Deutschland

## Corpsstudentische Ehrungen
- 1967 wurde Wolfgang Triebel das Band des Corps Saxonia-Berlin verliehen.
- Das Corps Slesvico-Holsatia verlieh ihm 1977 die Ehrenburschenwürde.[1]

## Veröffentlichungen
Wolfgang Triebel war an ca. 900 Publikationen im In- und Ausland beteiligt. Er war Mitautor des Großen Baustofflexikons und Herausgeber der Schriftenreihe Wirtschaftlich bauen.
Seine Hauptveröffentlichungen waren:
- Das Alte Land. Untersuchungen zur Reinerhaltung des Ortsbildes und zur Wahrung der Handwerkskultur. Dissertation, Technische Hochschule Hannover 1927.
- Untersuchungen an hölzernen Außenwänden. 1934.
- Der Baustoff- und Kohlebedarf für Wohnhausdächer aus Stahlbeton bei verschiedener Dachneigung. 1947.
- Die Wirtschaftlichkeit der Trümmerwerkstoffe. 1947.
- Baustoff- und Kohlebedarf für den Wohnungsbau. 1948.
- Wege zum wirtschaftlichen Bauen - Arbeiten und Ergebnisse 1946-1947. 1948.
- Wege zum wirtschaftlichen Bauen - Arbeiten und Ergebnisse 1948-1949. 1949.
- Technische Entwicklung und Kostensenkung im Wohnungsbau. 1950
- Beiträge zur Rationalisierung im Wohnungsbau. 1952
- Die Bauvorbereitung in der Praxis des Wohnungsbaues. 1954.
- Auswertung vorliegender Arbeiten über die Wirtschaftlichkeit von Wandbauten. 1957.
- Die Entwicklung wirtschaftlicher Wandbauarten. 1957.
- Die Entwicklung wirtschaftlicher Wandbauarten II. 1959.
- Kleine Stahlkunde für den Wohnungsbau. 1975.
- Geschichte der Bauforschung. 1982.